# Banqiao, Hainan
Banqiao är en köping i Kina. Den ligger i provinsen Hainan, i den södra delen av landet, omkring 220 kilometer sydväst om provinshuvudstaden Haikou. Antalet invånare är 32 713. Befolkningen består av 15 611 kvinnor och 17 102 män. Barn under 15 år utgör 25,0 %, vuxna 15-64 år 68 %, och äldre över 65 år 6,0 %.
Runt Banqiao är det ganska tätbefolkat, med 179 invånare per kvadratkilometer. Närmaste större samhälle är Gancheng, 7,3 km nordväst om Banqiao. Omgivningarna runt Banqiao är en mosaik av jordbruksmark och naturlig växtlighet.
Genomsnittlig årsnederbörd är 1 491 millimeter. Den regnigaste månaden är augusti, med i genomsnitt 262 mm nederbörd, och den torraste är januari, med 11 mm nederbörd.